# Álvaro X van Kibangu
Álvaro X Nimi a Mvemba Água Rosada was heerser van Kibangu en de eerste troonpretendent van het Huis Água Rosada tijdens de Kongolese burgeroorlog. Hij regeerde over Kibangu van 1688 tot 1695.

## Levensloop
Samen met zijn broer leidde Álvaro een factie die ontevreden was met het bewind van de vorige Kibangu-koning. In 1688 wisten ze Manuel I af te zetten, waarna Álvaro de troon besteeg. Tijdens zijn regering hield hij succesvol stand tegen de troepen van de twee andere troonpretendenten van Kongo.
Álvaro was de eerste burgeroorlog-pretendent van het Huis Água Rosada, waarbij één ouder van Kinlaza en één van Kimpanzu-afkomst was. Dit huis bestond echter nog niet officieel tijdens zijn regering; pas na zijn dood in 1695 vormde zijn opvolger Pedro IV het als een verzoeningshuis om de burgeroorlog te beëindigen en Kongo te herenigen.